# Beyfin
Beyfin S.p.A. è un gruppo italiano composto da 5 aziende. Nato nel 1954 con il nome Etruriagas ad opera dell'imprenditore toscano Luciano Niccolai, è il sesto gruppo italiano nella distribuzione del GPL. Il suo settore principale è la vendita di carburante per autotrazione nelle stazioni di servizio appartenenti alla Beyfin. È operante in Toscana, Lombardia, Veneto, Emilia-Romagna, Umbria, Sardegna, Piemonte, Abruzzo e Marche con circa 100 distributori molti dei quali consentono l'erogazione di GPL e metano.
La sede è nel comune di Campi Bisenzio, tra Firenze e Prato.

## Storia
Nel 1954 nasce col nome di Etruriagas, una piccola attività fondata dall'imprenditore Luciano Niccolai, che distribuisce bombole di gas GPL. L'attività ha successo e nel 1958 apre il primo impianto di GPL a Firenze e dopo a Pisa e ad Empoli. Nel 1970 apre la sua prima filiale a Campi Bisenzio, vicino a Firenze.
Negli anni 80' Niccolai acquisisce aziende concorrenti e si espande oltre i confini regionali in Lombardia, Emilia-Romagna e Veneto. Nel 1990 nasce Beyfin, che incorpora Etruriagas.
Nel 2000 appare per la prima volta il quadrifoglio, simbolo dell'azienda. Tra il 2007 e il 2010 apre stazioni di servizio in Sardegna, Marche e Abruzzo.
Nel 2017, in partnership con Toscogas e Metano Toscana, contribuisce alla fondazione di Volty, un nuovo operatore del mercato libero dell'energia.